# Werner Seifert (Manager)
Werner G. Seifert (* 4. Juli 1949 in Winterthur, Schweiz) war von 1993 bis 2005 Vorstandsvorsitzender der Deutschen Börse AG.
Davor arbeitete er unter anderem als Partner bei der Unternehmensberatung McKinsey und als Vorstand bei dem Schweizer Versicherungskonzern Swiss Re.

## Leben und Wirken
In seiner Zeit als Vorstandsvorsitzender bei der Deutschen Börse AG wurde unter anderem das elektronische Handelssystems Xetra eingeführt. Unter seiner strategischen Leitung wurden die bisher einzel agierenden Funktionen wie Wertpapierverwaltung, Terminhandel, Kassamarkt und IT-Leistungen für den Wertpapierbereich zur Gruppe Deutsche Börse zusammengeführt, die heute einer der bedeutendsten Anbieter integrierter Dienstleistungen im Wertpapierhandel ist. 
Im Jahr 2000 trat Seifert in Verhandlungen mit der Londoner Börse, London Stock Exchange (LSE), um eine Fusion unter Gleichen zu erreichen. Diese Pläne scheiterten an dem Widerstand der Londoner Broker und LSE Aktionären. Ende 2004 bemühte sich Seifert erneut um die Londoner Börse. Diesmal legte er ein Übernahmeangebot für die London Stock Exchange (LSE) vor. Dieser Plan scheiterte am Widerstand zahlreicher Aktionäre der Deutschen Börse AG, die unter anderem den geplanten Kaufpreis als überzogen kritisierten.
In der Folge entspann sich eine heftige, in Teilen über die Medien geführte Diskussion zwischen dem Management und Aktionären der Deutschen Börse AG, als deren schärfster Vertreter der englische Hedgefonds The Children’s Investment Fund (TCI) auffiel.
Seifert verlor im Mai 2005 auf Druck der eigenen Aktionäre sein Amt. Später traten der Vorsitzende des Aufsichtsrates Rolf-Ernst Breuer und weitere Mitglieder des Aufsichtsrates zurück.
Es schloss sich eine öffentliche Diskussion über das Verhalten großer Finanzinvestoren (insbesondere so genannter Hedgefonds) an. Der SPD-Vorsitzende Franz Müntefering benutzte für solche Investoren die Tiermetapher Heuschreckenschwärme. Die Bundesanstalt für Finanzdienstleistungsaufsicht (BaFin) startete eine Untersuchung der Vorgänge wegen des Verdachts eines untereinander abgestimmten Verhaltens (sog. "Acting in Concert") zahlreicher Investmentfonds; stellte das Verfahren im Sommer 2005 jedoch ein. 
Besondere Beachtung fand Seiferts Scheitern in nationalen und internationalen Finanzkreisen, da erstmals eine große Anzahl von Minderheitsaktionären unmittelbaren Einfluss auf die Unternehmensstrategie und die Top-Personalpolitik einer im DAX gelisteten Gesellschaft ausübte.
Nach Presseberichten verließ Seifert mit einer Abfindung von knapp 10 Mio. € Deutschland, siedelte an die irische Atlantikküste um und wurde Pianist der Jazz-Gruppe Jazz X Change. Später war Seifert u. a. Chairman der AWAS und Mitglied in einem Beratungsgremium der REDO Water Systems GmbH.